# Margaret Traxler
Margaret Traxler (* 11. März 1924 in Saint Paul, Minnesota; † 12. Februar 2002 in Mankato, Minnesota) war eine US-amerikanische römisch-katholische Theologin.

## Leben
Traxler studierte am St Catherine’s College in Oxford sowie an der University of Notre Dame und trat in den römisch-katholischen Orden der Armen Schulschwestern von Unserer Lieben Frau ein. Sie gehörte zur ersten Reihe der Selma-nach-Montgomery-Märsche in Selma, wo sie Lieder wie We Shall Overcome mit weiteren Nonnen und Martin Luther King sang. In den 1970er-Jahren nahm sie an den Friedensgesprächen in Paris zum Ende des Vietnamkrieges teil und half bei der NCCIJ's Citizen's Task Force of Inquiry Regarding Civil Liberties in Belfast.
Sie war Mitgründerin der National Coalition of American Nuns. 1984 unterzeichnete sie die Kampagne A Catholic Statement on Pluralism and Abortion, die in der New York Times erschien.